# Aston Manor Brewery Co Ltd
Aston Manor Brewery Co Ltd, bryggeri i Aston, Birmingham, Storbritannien. Bryggeriet producerar endast cider vid sin anläggning i Aston, men äger också bryggeriet Highgate Brewery Ltd där man brygger öl.